# Circuito en serie
Un circuito en serie es una configuración de conexión en la que los terminales de los dispositivos  (generadores, resistencias, condensadores, inductores, interruptores, entre otros) se conectan sucesivamente, es decir, el terminal de salida de un dispositivo se conecta a la terminal de entrada del dispositivo siguiente.
Siguiendo un símil 
hidráulico, dos depósitos de agua se conectarán en serie si la salida del primero se conecta a la entrada del segundo. Una batería eléctrica suele estar formada por varias pilas eléctricas conectadas en serie, para alcanzar así la tensión que se precise.
En función de los dispositivos conectados en serie, el valor total o equivalente se obtiene con las siguientes ecuaciones:
- Para los generadores (pilas)

{\displaystyle {V_{T}}={V_{1}}+{V_{2}}+...+{V_{n}}\,}
{\displaystyle {I_{T}}={I_{1}}={I_{2}}=...={I_{n}}\,}
- Para resistencias

{\displaystyle {R_{T}}={R_{1}}+{R_{2}}+...+{R_{n}}\,}
- Para condensadores

{\displaystyle {1 \over C_{T}}={1 \over C_{1}}+{1 \over C_{2}}+...+{1 \over C_{n}}\,}
- Para interruptores

| Interruptor A | Interruptor B | Interruptor C | Salida  |
| ------------- | ------------- | ------------- | ------- |
| Abierto       | Abierto       | Abierto       | Abierto |
| Abierto       | Abierto       | Cerrado       | Abierto |
| Abierto       | Cerrado       | Abierto       | Abierto |
| Abierto       | Cerrado       | Cerrado       | Abierto |
| Cerrado       | Abierto       | Abierto       | Abierto |
| Cerrado       | Abierto       | Cerrado       | Abierto |
| Cerrado       | Cerrado       | Abierto       | Abierto |
| Cerrado       | Cerrado       | Cerrado       | Cerrado |
Otra configuración posible, para la disposición de componentes eléctricos, es el circuito en paralelo. En el cual, los valores equivalentes se calculan de forma inversa al circuito en serie.
Es importante conocer que para realizar la suma de las magnitudes, solo en corriente alterna, se debe hacer en forma factorial (vectorial), para ser sumadas en forma modular, cada rama debe tener como máximo un elemento.